# ساندرا ماسون
السيدة ساندرا برونيلا ماسون (من مواليد 17 يناير 1949) هي أول رئيسة لباربادوس منذ 30 نوفمبر 2021.    كانت محامية وعملت كقاضية في المحكمة العليا في سانت لوسيا وقاضية في محكمة الاستئناف في بربادوس. كانت أول امرأة تدخل نقابة المحامين في باربادوس. وكانت أول قاضٍ عُين كسفيرة من بربادوس، وكانت أول امرأة تعمل في محكمة استئناف باربادوس. صنفت كواحدة من أقوى 10 نساء في بربادوس. في عام 2017 عينت في منصب الحاكم العام الثامن لبربادوس، وبدأت فترة ولايتها في 8 يناير 2018 بالتزامن مع تعيينها، حصلت ميسون على وسام سيدة الصليب الأكبر. عند تولي منصب الحاكم العام، أصبحت السيدة ساندرا ماسون، بموجب وسام القديس أندرو، المستشارة والمديرة الرئيسية لأبرشية سانت أندر.

## السيرة شخصية
ولدت ساندرا برونيلا ماسون في 17 يناير 1949  في سانت فيليب في بربادوس. بعد الانتهاء من تعليمها، بدأت التدريس في مدرسة الأميرة مارجريت الثانوية في عام 1968. في العام التالي، ذهبت للعمل في بنك باركليز كموظفة. التحقت ميسون بجامعة ويست إنديز بكيف هيل وحصلت على بكالوريوس في القانون. كانت ميسون واحدة من أوائل خريجي كلية الحقوق، وأتمت تعليمها في عام 1973. تم قبولها في نقابة المحامين في 10 نوفمبر 1975، لتصبح أول امرأة عضو في نقابة المحامين في باربادوس. وهي مؤيدة وراعية للرابطة الدولية لأخوات المحبة في بربادوس SI Barbados.

## الحياة المهنية

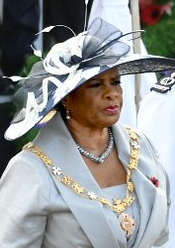
ساندرا ماسون في موكب العيد الوطني لبربادوس في 10 نوفمبر 2019

ابتداءً من عام 1975، عملت في بنك باركليز وانتقلت إلى عدة مناصب مختلفة داخلة حتى عام 1977. وفي عام 1978، بدأ ماسون العمل كقاضي لمحكمة الأحداث والأسرة وفي نفس الوقت قامت بتدريس قانون الأسرة في جامعة ويست إنديز. توقفت عن التدريس في عام 1983 واستمرت كقاضية. وفي عام 1988، أكملت ماسون دورة المعهد الملكي للإدارة العامة في لندن حول الإدارة القضائية.  وعملت في لجنة الأمم المتحدة لحقوق الطفل منذ تأسيسها عام 1991 وحتى عام 1999، حيث شغلت منصب نائب الرئيس من 1993 إلى 1995 والرئيس من 1997 إلى 1999. وبين عامي 1991 و 1992، شغلت منصب الرئيس وكانت واحدة من امرأتين تم تعيينهما في لجنة الكاريبي المؤلفة من 13 عضوا والمكلفة بتقييم التكامل الإقليمي.  تركت ماسون محكمة الأسرة في عام 1992 لتعمل كسفيرة في فنزويلا وكانت أول قاضية من بربادوس تشغل هذا المنصب. عند عودتها إلى بربادوس  في عام 1994، تم تعيينها رئيسة قضاة في بربادوس ثم في عام 1997 أصبحت رئيسة قلم المحكمة العليا.
في عام 2000، أكملت ماسون دراسات حول الحل البديل للنزاعات في جامعة وندسور في وندسور ، أونتاريو، كندا، ثم أكملت زمالة مع معهد الكومنولث للتعليم القضائي في هاليفاكس ، نوفا سكوشا في عام 2001، بالإضافة إلى دورة في حل النزاعات المتقدمة في جامعة ويست إنديز.  استمرت في العمل كرئيسة قلم المحكمة العليا حتى عام 2005، عندما تم تعيينها مستشارًا للملكة في نقابة المحامين الداخلية في بربادوس. في عام 2008، أدّت ماسون اليمين كقاضية استئناف  لتصبح أول امرأة تعمل في محكمة استئناف باربادوس. في عام 2012 تولّت منصب الحاكم العام بالنيابة لبربادوس لمدة ثلاث أيام  وفي العام التالي كانت أول مواطنة من بربادوس يتم تعيينها لعضوية هيئة التحكيم التابعة لأمانة الكومنولث (CSAT). تعمل المحكمة فيما بين أعضاء كومنولث الأمم لحل المسائل المتعلقة بنزاعات العقود.  بعد هذا التعيين تم تصنيفها كواحدة من أقوى 10 نساء في بربادوس.
في عام 2017، تم تعيين ماسون في منصب الحاكم العام الثامن لبربادوس، وبدأت فترت ولايتها في 8 يناير 2018. وبالتزامن مع تعيينها حصلت ميسون على وسام سيدة الصليب الأكبر.
في عام 2020، أعلنت ماسون ب أن باربادوس ستصبح جمهورية، وتطيح بالملكة إليزابيث الثانية كرئيسة للدولة.

### أول رئيسة لجمهوريةباربادوس
أصبحت دولة باربادوس جمهورية مستقلة عن التاج البريطاني رسميا الثلاثاء 30 نوفمبر 2021، وجرى ذلك في حفل رسمي حضره ولي عهد المملكة المتحدة، الأمير تشارلز. وقد انتخب البرلمان الباربادوسي، ساندرا ماسون أول رئيسة للجمهورية الحديثة.

## الأوسمة والتكريمات

### وسام الشرف الوطنية
- وسام سانت أندرو من بربادوس

### وسام الكومنولث
- وسام القديس ميخائيل والقديس جرجس من المملكة المتحدة
- وسام القديس يوحنا [17] [18]

## الروابط خارجية
- السيدة ساندرا برونيلا ماسون، GCMG ، DA ، QC ، الحاكم العام لبربادوس - حكومة بربادوس